# Projeto Albatroz

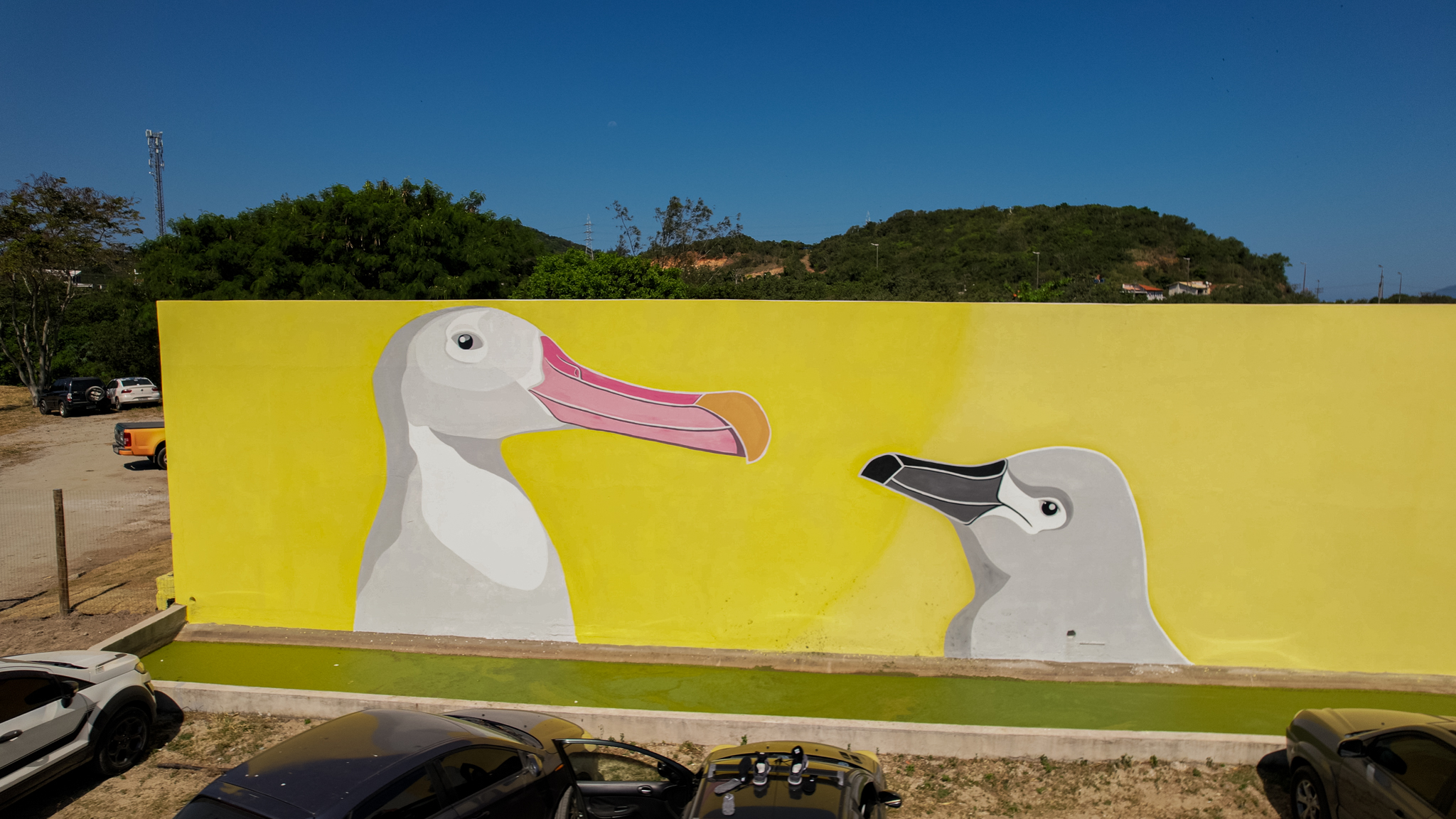
Centro de Visitação do Projeto Albatroz, em Cabo Frio (RJ).

O Projeto Albatroz é uma organização não governamental ambiental brasileira que trabalha pelo conservacionismo de albatrozes e petréis, grupos de aves oceânicas que passam a maior parte de sua vida em alto mar. Ele foi fundado em 1990 pela bióloga Tatiana Neves, na cidade de Santos, no litoral de São Paulo.
Sua principal linha de ação é o desenvolvimento de pesquisas científicas para subsidiar políticas públicas para evitar a captura incidental de albatrozes e petréis e a promoção de ações de educação ambiental junto aos pescadores e às escolas. Para tal, o projeto atua em parceria com o Poder Público, instituições de ensino e pesquisa e empresas pesqueiras.
Atualmente, o Projeto Albatroz é mantido pelo Instituto Albatroz, que é uma Organização da Sociedade Civil de Interesse Público (OSCIP), e possui bases nas cidades de Santos (SP), Itajaí e Florianópolis (SC), Rio Grande (RS) e Cabo Frio (RJ), sendo esta última localidade a sede do Centro de Visitação e Educação Ambiental Marinha do Projeto Albatroz, um espaço dedicado a disseminar a cultura oceânica e o conhecimento sobre a biodiversidade marinha.
O projeto é patrocinado pela Petrobras por meio do Programa Petrobras Socioambiental. Ele também compõe a Rede Biomar de projetos socioambientais, junto ao Projeto Baleia Jubarte, Projeto Coral Vivo, Projeto Golfinho Rotador e Projeto Meros do Brasil.

## Principais ameaças aos albatrozes e petréis
Os albatrozes e petréis são aves marinhas migratórias extremamente adaptadas ao ambiente oceânico que pertencem ao grupo dos Procellariiformes. Esse grupo enfrenta diversas fontes de impactos negativos em suas populações, destacando-se a poluição no oceano e a captura incidental em pescarias. Em terra, enfrentam problemas como a destruição de habitat e introdução de espécies exóticas invasoras em suas colônias.
Com espécies ameaçadas de extinção, entende-se que a estratégia de vida dos albatrozes e petréis faz com que sejam pouco resistentes a impactos abruptos em suas populações. Um desequilíbrio no ciclo de vida destas aves demora anos para ser recuperado, visto que albatrozes e petréis costumam colocar somente um ovo a cada um ou dois anos.
O Projeto Albatroz estima que cerca de 300 mil aves marinhas sejam capturadas incidentalmente pela pesca de espinhel todos os anos no mundo, sendo 30 a 40 mil albatrozes e petréis.
Para diminuir esse número, a instituição participa ativamente de órgãos e planos nacionais e internacionais, como o Acordo para a Conservação de Albatrozes e Petréis (ACAP), Plano Nacional de Conservação de Albatrozes e Petréis (PLANACAP), Comissão Internacional para a Conservação do Atum Atlântico (ICCAT), entre outros, compartilhando pesquisas e desenvolvendo estratégias de conservação.

## História

### Primeiros anos
Em julho de 1990, Rogério Menezes, um aluno de mestrado da FURG – Universidade Federal do Rio Grande, que estudava a pesca do espadarte, desembarcou de um cruzeiro de pesquisa a bordo de um barco de pesca com espinhel no Porto de Santos. Ele trouxe consigo alguns albatrozes e petréis mortos, capturados durante a pescaria. Foi o primeiro contato da então estudante de biologia Tatiana Neves com a problemática da captura incidental de aves marinhas em pescarias.

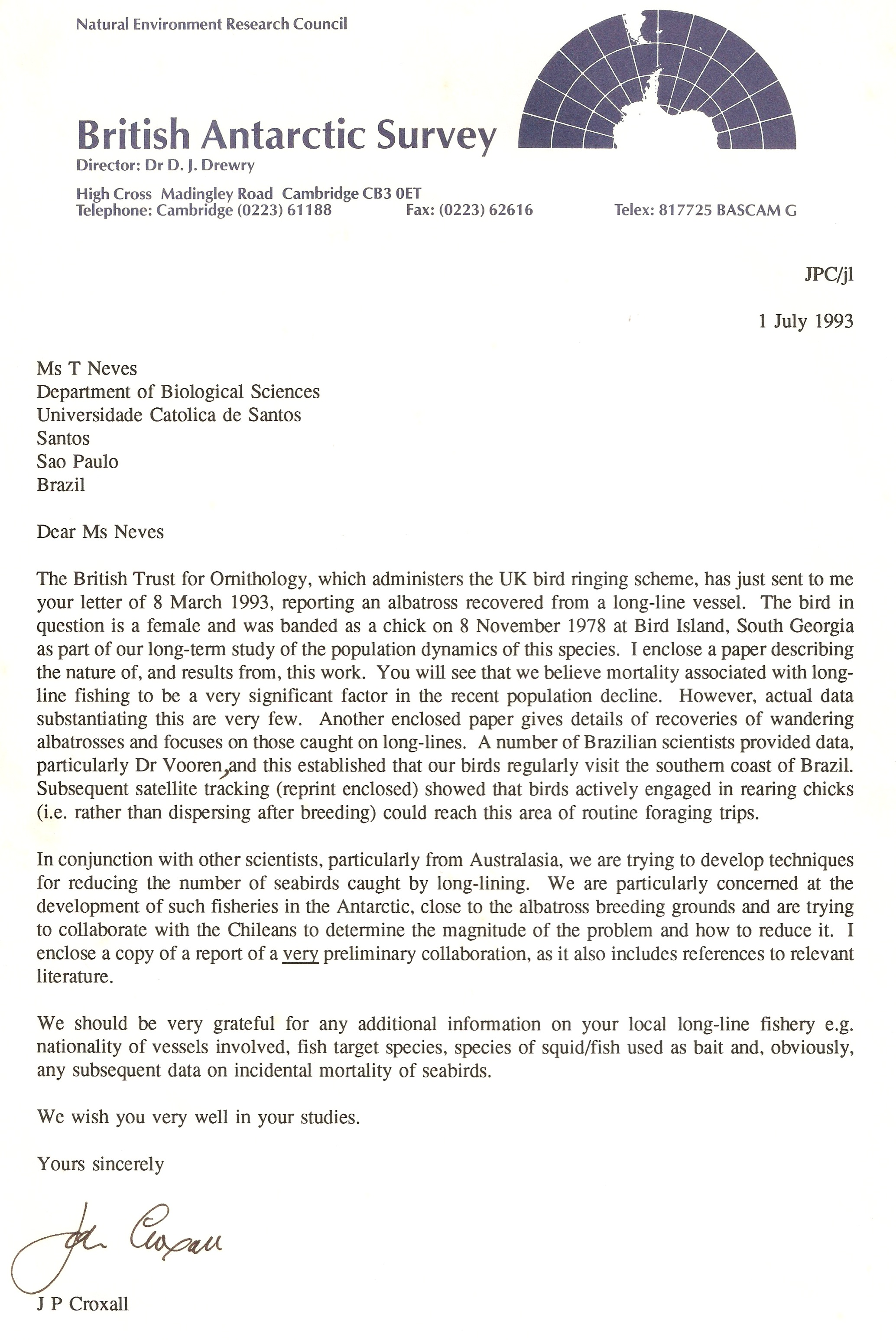
Carta do Dr. John Croxall, referência na conservação de albatrozes, destacando a importância do Brasil no contexto mundial da captura de aves marinhas pela pesca, um momento que fortaleceu a missão do Projeto Albatroz.

A partir desse momento, Tatiana iniciou sua pesquisa sobre a captura de albatrozes e petréis no Brasil, com apoio de mestres de pesca de barcos com espinhel introduzidos por Rogério. Com o início da primeira coleção de dados coletados, surgia o Projeto Albatroz.
Em março de 1991, foi feita a primeira publicação cientifica sobre a captura incidental de albatrozes e petréis no Brasil, por Teodoro Vaske Jr. Anos depois, em julho de 1993, Tatiana recebeu uma carta da autoridade máxima em conservação de albatrozes no mundo, o Dr. John Croxall, pesquisador do British Antartic Survey, da Inglaterra, que incentivava a realização do trabalho até então inédito no Brasil.
Em maio de 1995, foi criado o Programa de Observadores de Bordo do Projeto Albatroz, com o primeiro cruzeiro de pesca monitorado pelo Sr. Andreas Kiekebusch, que na ocasião, era aluno da Universidade Santa Cecília, de Santos. O barco escolhido foi o Itaóca da empresa Olinda Pescados, de propriedade do Sr. Katutoshi Ono e comandado pelo mestre Hugo. O embarque foi um sucesso e foi seguido de vários outros, iniciando um programa que segue em franca atuação.

### Atuação internacional
O Projeto Albatroz se tornou referência internacional sobre a conservação de albatrozes e petréis em 1995, quando Tatiana Neves e Fábio Olmos participam da I Conferência Internacional sobre Biologia e Conservação do Albatroz, evento inédito sobre o segmento, que ocorreu em Hobart, na Austrália. Na ocasião, foram convidados a publicar um capítulo sobre a captura incidental de aves marinhas no Brasil compondo a obra The Albatross Biology and Conservation.

#### Contato inicial com o setor pesqueiro
Em setembro de 2000, o Projeto Albatroz contatou os principais armadores de pesca do Brasil para envolvê-los na questão da conservação dos albatrozes. Na reunião, foi apresentada toda a problemática da captura incidental e os possíveis danos para o setor pesqueiro. 
A conversa promoveu a eleição de quais das diversas medidas de mitigação usadas no mundo seriam mais adequadas para a frota nacional. Unanimemente, as medidas eleitas foram o toriline e o tingimento das iscas de azul, que visava camuflar as lulas sobre a superfície azul do mar e impedir que os albatrozes e petréis acabassem sendo capturados ao tentarem pescar essas iscas.

#### Instituto Albatroz
Ciente de que o Brasil havia assumido a responsabilidade perante a Organização das Nações Unidas para a Agricultura e Alimentação (FAO) de elaborar um plano nacional para reduzir a captura de aves nos espinhéis, o Projeto Albatroz conseguiu recursos dessa mesma organização para, junto com o IBAMA e a BirdLife no Brasil, elaborar o documento que se tornaria o Plano Nacional de Ação para a Conservação de Albatrozes e Petréis – PLANACAP.
Para receber esse recurso, o Projeto Albatroz decidiu que era hora de criar sua própria instituição. Assim, em 25 de abril de 2003, criou-se o Instituto Albatroz, a primeira instituição do mundo a dedicar-se à conservação de albatrozes e a redução da captura dessas aves em artefatos de pesca.

#### PLANACAP
Em novembro de 2003, é elaborada a primeira versão do PLANACAP pelo Projeto Albatroz e BirdLife – Programa do Brasil, inspirado nas linhas abordadas no Plano Internacional de Ação para Redução da Captura Incidental de Aves marinhas na Pesca com Espinhel da FAO. 
De suma importância para a conservação dessas aves, o Plano visava atender a duas espécies de aves que se reproduzem no Brasil: o petrel-de-asa-larga e a pardela-da-trindade. O documento também incluía as diversas espécies que ocorrem no Brasil durante todo o ano, mas que não se reproduzem no país.
A versão preliminar do PLANACAP foi oficialmente entregue ao IBAMA no mesmo ano. Em dezembro, o Projeto Albatroz estabeleceu sua parceria com a BirdLife International – Programa do Brasil, fortalecendo as ações nacionais de conservação. Em junho de 2006, no dia internacional do meio ambiente, durante reunião do Acordo para Conservação de Albatrozes e Petréis – ACAP, o PLANACAP é oficialmente lançado em Brasília.

#### Acordo para Conservação de Albatrozes e Petréis (ACAP)
Apesar de o Brasil ter assinado o Acordo para Conservação de Albatrozes e Petréis (ACAP) na primeira rodada de assinaturas,  em 2000, o seu processo de ratificação, necessário para que o país se tornasse membro efetivo, foi muito longo. Isso aconteceu em julho de 2008, e a ratificação acabou entrando em vigor somente em dezembro do mesmo ano.
Esse processo passou por uma consulta interministerial, contando com aprovações pela Câmara dos Deputados e pelo Senado Federal, sendo enfim ratificado pelo Presidente da República.
Desde então, a coordenadora geral do Projeto Albatroz Tatiana Neves atua como vice-presidente do Comitê Assessor do ACAP, participando da discussão internacional pela conservação de albatrozes e petréis.

### Implementação de medidas mitigadoras no Brasil
Em abril de 2011, o Projeto Albatroz teve um papel vital na publicação da Instrução Normativa Interministerial (MMA/MPA) nº 04 para obrigatoriedade do uso de medidas mitigadoras no Brasil pelo Ministério do Meio Ambiente e pelo Ministério da Pesca e Aquicultura. Eles publicaram a Instrução Normativa Interministerial no. 04 de 15 de abril de 2011 onde torna obrigatório o uso do toriline e do peso de 60g a não mais que 2 metros dos anzóis para todos os barcos que pescam ao sul dos 20º S.
Essa normativa teve como base os estudos realizados pelo Projeto Albatroz que, junto com pescadores da frota nacional de espinhel, chegaram ao desenho refinado do toriline e comprovaram cientificamente que a alteração da posição do peso não altera a captura do pescado.
Em 2014, é publicada a Instrução Normativa (IN) n°7 do Ministério do Meio Ambiente (MMA) e do Ministério da Pesca e Aquicultura (MPA). A partir da publicação desta IN, os pescadores terão três opções para posicionamento do peso, o que lhes garantirá maior segurança de acordo com a faina e características de cada frota.

## Programas de educação ambiental marinha
Sendo a educação ambiental marinha uma das principais frentes de atuação do Projeto Albatroz na sensibilização sobre a cultura oceânica e a conservação de albatrozes e petréis, alguns de seus programas incentivam a educação ambiental para crianças e jovens.

#### Programa Albatroz na Escola (PAE)
Em outubro de 2012, é iniciado o programa de educação ambiental marinha “Albatroz na Escola”. Para sua realização, foram elaborados materiais para professores e alunos, além de jogos e brincadeiras interativas monitoradas por uma equipe capacitada para abordar a realidade dos oceanos.
O PAE - EaD foi concebido para formação interdisciplinar de professores, tendo como foco a Década do Oceano. São propostas atividades e conteúdos de educação ambiental marinha para aplicação em sala de aula, utilizando material didático elaborado exclusivamente para este programa.
Desde sua criação, o PAE já envolveu mais de 30.000 pessoas e ultrapassou o atendimento a 2.500 professores, aumentando a acessibilidade da educação ambiental e envolvendo a sociedade na atuação cidadã.

#### Coletivo Jovem Albatroz (CJA)
Em agosto de 2015, iniciou-se o Coletivo Jovem Albatroz, concebido para ser um espaço de formação de jovens entre 18 e 29 anos de idade para a conservação marinha.
O método utilizado pelo coletivo é democrático e dialógica, buscando desenvolver uma educação crítica e emancipatória. Seu principal objetivo é estimular e proporcionar um momento de aprendizado por parte de seus integrantes, abordando assuntos sociais e ambientais de grande influência no ambiente marinho.
No programa, os jovens podem participar de cursos, oficinas e visitas técnicas; reuniões de órgãos colegiados para incidir em políticas públicas e eventos ligados à juventude e ao meio ambiente.
O Coletivo Jovem Albatroz participa da Rede Jovem Mar, uma iniciativa da Rede Biomar que reúne os coletivos jovens dos cinco projetos patrocinados pela Petrobras.

## Banco de Amostras (BAAP)
Desde 2013, o Projeto Albatroz mantém amostras que originaram o Banco Nacional de Amostras Biológicas de Albatrozes e Petréis (BAAP), um banco de dados brasileiro que apoia estudos em genética, saúde, poluição, prevalência de plásticos e outros assuntos relacionados à conservação de aves da ordem Procellariiformes.
O BAAP funciona sob gestão do Centro Nacional de Pesquisa e Conservação de Aves Silvestres (CEMAVE) e do Instituto Chico Mendes de Conservação da Biodiversidade (ICMBio), em parceria com o Projeto Albatroz e com colaboração da R3 Animal.
Sendo uma referência em pesquisa científica, o Banco contabiliza, desde 2018, 10 mil amostras biológicas de 39 espécies dessas aves marinhas ameaçadas de extinção, incluindo sangue, órgãos, gônadas, ossos, cultura bacteriana, parasitas, pele, penas e outros tecidos.
O BAAP integra instituições e grupos de pesquisa para acesso aos materiais biológicos em prol da conservação das espécies ameaçadas listadas no PLANACAP e ACAP, tornando as amostras coletadas disponíveis para consulta pública.

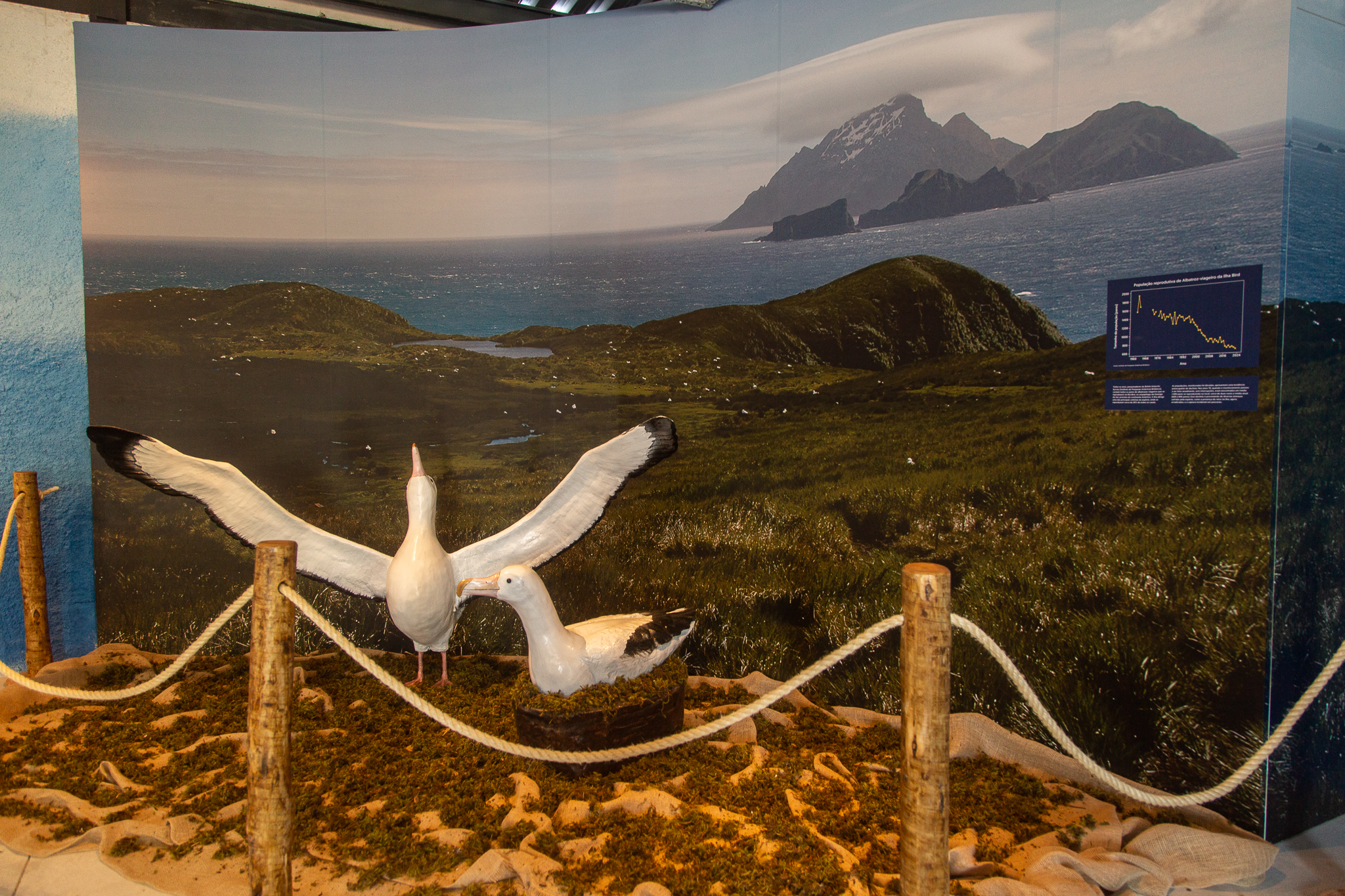
O Centro de Visitação conta com 6 espaços dedicados aos albatrozes, petréis e à cultura oceânica.

## Centro de Visitação e Educação Ambiental Marinha do Projeto Albatroz
Inaugurado em 24 de setembro de 2023, o Centro de Visitação e Educação Ambiental Marinha do Projeto Albatroz está localizado em Cabo Frio, no Rio de Janeiro, e é um espaço dedicado a disseminar a cultura oceânica e o conhecimento sobre a biodiversidade marinha, sensibilizando estudantes, educadores, pescadores, turistas e moradores da Região dos Lagos sobre a biologia e conservação dos albatrozes e petréis.
O trajeto da exposição foi pensado para guiar o visitante de forma imersiva em temas de conservação, biologia e pesca, buscando aproximar as temáticas que envolvem essas aves do público. Este é o primeiro espaço inteiramente dedicado à divulgação científica sobre albatrozes e petréis no Brasil.
A área útil do centro compreende mais de 18 mil m², estando ao lado do Parque Ecológico Municipal Dormitório das Garças e da Lagoa de Araruama, cedida por meio da Lei Nº 179/2019. Além de propor o conhecimento sobre as principais espécies da fauna e flora local, o espaço também pretende se consolidar como uma ponte educativa e cultural que integre as comunidades locais em ações pela sustentabilidade do oceano.